# Гватемала в Первой мировой войне
Гватемала вступила в Первую мировую войну 23 апреля 1918 года, до этого сохраняла нейтралитет. Гватемала объявила войну Германской империи и выступила на стороне Антанты. Страна внесла скромный военный вклад, и небольшое количество добровольцев участвовало в войне, также в стране активно действовала разведка Германии и стран Антанты.

## Предыстория

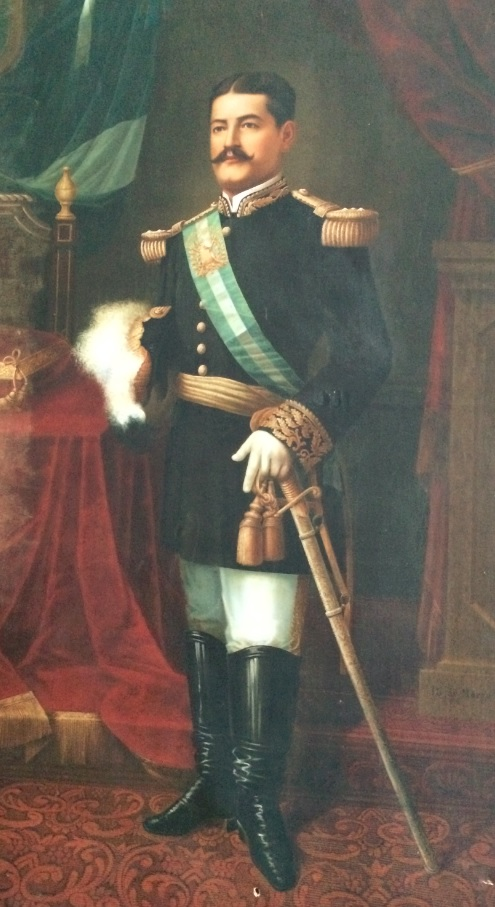
Хосе Рейна Барриос, бывший президент Гватемалы

С 1898 года Гватемалой правил авторитарный лидер Мануэль Эстрада Кабрера. Это был амбициозный 41-летний министр внутренних дел, взявший власть в свои руки после убийства президента Хосе Марии Рейны Барриоса. На тот момент экономика находилась в руинах, а политическое насилие было распространено. Будучи искусным юристом, он умело манипулировал противниками и изменял события в свою пользу, искажая законы, чтобы оправдывать репрессивные меры. В то же время он называл себя последователем либеральной реформы, начатой в 1871 году. Он улучшил экономическую ситуацию и установил жесткий правопорядок, который привлекал иностранных инвесторов, но порождал внутренние разногласия.
Хотя Гватемала страдала от культа личности президента, население радовалось новыми национальными праздниками в дни рождения Эстрады Кабреры и его матери. Он воздвиг факсимиле греческих храмов по всей стране, провозгласил свою страну Афинами Центральной Америки и учредил ежегодные праздники Минервы, чтобы отметить свою собственную эрудицию. В обществе, где 90 % населения было неграмотным, многие не понимали испанский язык, который был общим языком для торговли, образования и правительства. Когда извержение вулкана Санта-Мария вызвало серию сильных землетрясений, которые угрожали сорвать праздник Минервы 1902 года в Кесальтенанго, президент издал указ, в котором объявил, что извержения вулкана, сильных пепловых дождей и толчков не будет, продемонстрировав свою поверхностную чувствительность к людям своего родного города, а также своё чувство всемогущества.
Эстрада Кабрера изменил образ классического центральноамериканского диктатора. Он вытеснил гражданских провинциальных управляющих, создав параллельную структуру безопасности из надежных военных командиров, которые могли бы повысить лояльность, призывников и «добровольных рабочих». Он привлек небольшой растущий рабочий класс, создав для него университет, а также завел постоянный поток любовниц. Однако основная масса населения, в основном индейцы майя, продолжала трудиться в условиях фактически крепостного права, нищете и неграмотности; их ежедневные ритуалы оставались неизменными с доколумбовых времен.

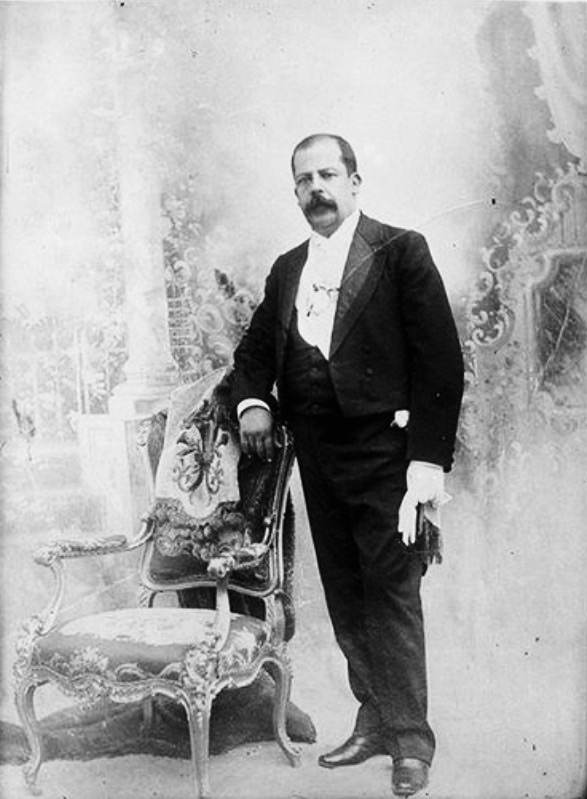
Мануэль Хосе Эстрада Кабрера, президент Гватемалы.

Гватемальский лидер не терпел никакой подлинной оппозиции. Репрессии в Гватемале питали подполье; большая часть политических изгнанников, сбежали в Мексику, Сальвадор и Соединённые Штаты. Небольшие клики лояльных людей из числа военных, полицейских чиновников и элитной олигархии вместе делили коррупцию Эстрады Кабреры, однако количество оппозиционеров росло с каждым годом, которые стали жертвами тайной полиции и эскадронов смерти режима. Например, покушение молодого курсанта в 1908 году вызвало серию казней в элитной военной академии — политехнической школе — и даже привело к её закрытию на некоторое время. Режим в совершенстве овладел террором с использованием средневековых пыток и расчленением даже выдающихся граждан.
Ещё несколько покушений подогрели паранойю Эстрады Кабреры и привели его к созданию обширной сети информаторов, шпионов и убийц по всей Центральной Америке и даже в отдаленных центрах оппозиции, таких как Новый Орлеан, Нью-Йорк и Мехико. Историки Лестер Лэнгли и Томас Шуновер писали: «Шпионы и приспешники Эстрады Кабреры были повсюду. Видный деятель движения против Эстрады Кабреры был застрелен на одной из улиц Сан-Сальвадора при обстоятельствах, позволяющих предположить, что к этому приложила руку печально известная шпионская сеть Гватемалы…». Главной целью гватемальской разведки была борьба с оппозицией Эстраде Кабреры внутри страны и за рубежом, а также, по возможности, распространение его влияния на другие страны Центральной Америки.
За всеми иностранцами пристально следила тайная полиция Эстрады Кабреры и их обширная сеть orejas-информаторов (дословно «уши»). Иностранные поселения в Гватемале насчитывали около 12 000 человек в 1911 году. В него входила самая богатая и могущественная немецкая община в Центральной Америке, которая контролировала ряд известных кофейных плантаций и торговых фирм. Немецкие инвестиции начались в 1828 году, когда Карл Рудольф Клее, смелый ганноверский купец, и его английский партнёр Джордж Скиннер начали экспортировать сырье в Европу. К 1868 году в Гватемале проживало сто немцев, а на рубеже веков — тысяча мужчин, женщин и детей. Их присутствие пронизывало экономику Гватемалы, от кофейных плантаций, а также речных и железнодорожных транспортные системы, до включая банки, офисов Министерства Экономики, и заканчивая транспортными и таможенными службами в портах. Таким образом, Германия контролировала около 50 % экономики Гватемалы. Немецкие инвестиции означали улучшение коммунальных услуг, транспорта и связи. Президент Эстрада Кабрера хоть и восхищался пруссионизмом, но в то же время хотел освободить свою страну от немецкого контроля над кофейными землями.

## Участие в войне
После начала Первой мировой войны, Гватемала провозгласила свой нейтралитет 12 августа 1914 года правительственным декретом № 718, позже ратифицированным Ассамблеей декретом № 920 от 19 апреля 1915 года. Нейтралитет был объявлен достаточно быстро, хоть и запоздало ратифицирован Ассамблеей.
Хорхе Гарсиа Гранадос, гватемальский свидетель тех времён, рассказывал о том, как новости о войне передавались на улицах столицы Гватемалы:
«В августе 1914 года разразилась Первая европейская война, и все мы в Гватемале встали на нашу сторону [Антанты]. Среди интеллектуалов и студентов было много франкофилов, поскольку французская культура имела глубокие корни в некоторых семьях; Я, конечно, был жестоким и словно чувствовал себя так, как будто моя собственная страна воюет. Повсюду участвовал в бесконечных дискуссиях, защищая [про-антантовскую] точку зрения от нескольких знакомых мне германофилов. В первые дни войны в Гватемале был такой интерес, что газеты держали у дверей своих офисов доску, на которой писали последние новости…»
Но, безусловно, были симпатии и к местному немецкому поселению, о чём свидетельствуют процветающие немецкие кофейные фермы, размещённые во всех департаментах республики. Немецкое поселение, находящиеся в стране, основало газету El Eco Alemán, которая начала ежедневно издаваться с 1 сентября 1914 года, где были новости о Германии. В 1915 году Германская империя учредила «Transozeandienst» в Центральной Америке со штаб-квартирой в Мексике, откуда новости передавались в Гватемалу по телеграфу, а местные немцы переводили записи и распространяли их по местные газеты. Историк Фридрих Кац выяснил, что немецкая информационная служба Transozean инвестировала около 64 000 марок для пропаганды в Гватемале до 1917 года, а публикации, сочувствующие Центральным державам, такие как El Eco Alemán, продолжали появляться и после 1917 года, к огорчению американского правительства.
Европейская война также послужило хорошей причиной для оправдания внутриполитических неудач правительства:
«…работа железной дороги Лос-Альтос была прервана из-за необходимости в результате европейского конфликта посвятить все руки сельскому хозяйству(…) Европейская война, саранча и отсутствие дождя были причина снижения доходов … К счастью, экономическая реакция, поразившая другие страны, была нечувствительной в Гватемале … Было невозможно продолжить усилия по урегулированию внутреннего долга и очистке валюты, потому что война в Европе помешала…»
Во время потоплении «Лузитании» в Гватемале распространились слухи, что немецкий клуб устроил «ужин с шампанским» в ночь, когда прозвучали новости о потоплении судна.

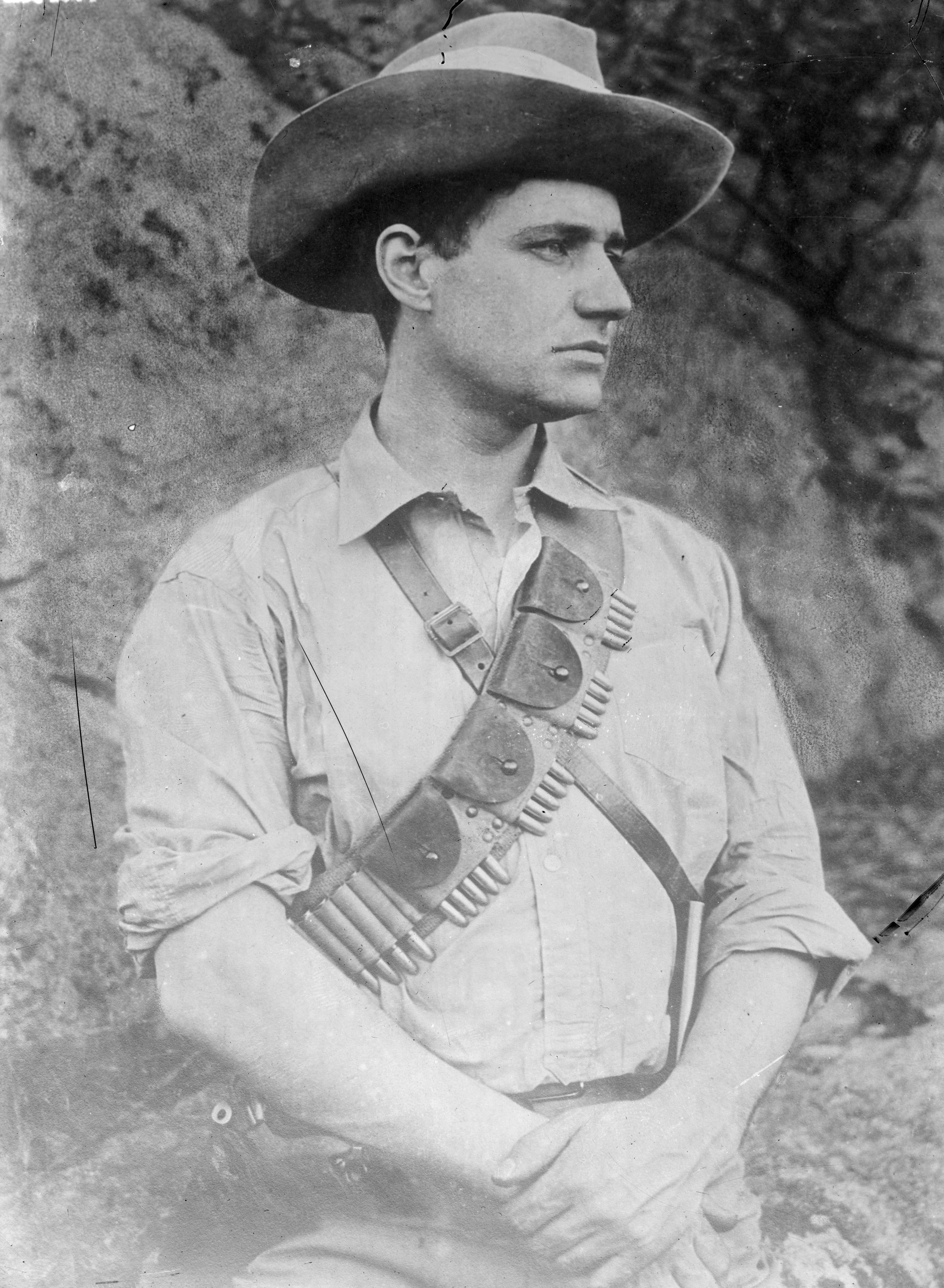
Фриц Жубер Дюкейн, немецкий агент в Гватемале

В апреле 1915 года один американский военный атташе, капитан армии Уильям Ф. Мартин, объехал пять стран Центральной Америки — Гватемалу, Сальвадор, Гондурас, Никарагуа и Коста-Рику. Он был представителем военной разведки США, и в каждом путешествие он собирал новые разведывательные данные, занося в свои отчёты-монографии, которые он регулярно отправлял в Генеральный штаб в Вашингтон. Мартин путешествовал в гражданской одежде, хотя, конечно, его функция военного атташе по сбору разведданных была известна правительствам Центральной Америки, а местные власти относились ко всем иностранцам с подозрением. «Прибытие или отъезд любого чиновника в Гватемалу или Сальвадор тщательно отмечается, и предпринимаются попытки тщательно установить личность путешественника, его место назначения и т. д.» — писал Мартин.
Он также познакомился с Фрицем Жубер Дюкейном. В ходе беседы, как оказалось Дюкейн также «добыл много информации» во время двухмесячной поездки в Гватемалу за несколько недель до этого. Довольно словоохотливо он поделился своими открытиями с Мартином, рассказав, среди прочего, о «извлечении частных писем из досье высокопоставленных чиновников в Гватемале». Мартин был поражен замечательным знанием Дюкана «о политических условиях в Гватемале, индивидуальных особенностях и т. д. и т. п.». Как оказалось, Дюкейну даже удалось несколько раз встретиться с президентом Гватемалы. Хотя диктатор официально объявил о нейтралитете 12 августа 1914 года, а в 1915 году отказался возобновить торговый договор 1887 года с Германией, его декларируемая поддержка союзнических принципов была поверхностной. Эстрада Кабрера был слишком проницателен, чтобы без нужды навлечь на себя подозрения и недовольство Государственного департамента США. Немцы по-прежнему занимали доминирующее экономическое положение в Гватемале, хотя существовало подозрение, что президент воспользуется войной, чтобы вырвать контроль у немецких властей. Тем временем, немецкая разведка и пропаганда под руководством германского министра Курта Лемана могли свободно действовать до тех пор, пока это было выгодно диктатуре. Дюкейн упомянул, что его аудиенции с Эстрадой Кабрерой организовал итальянец-эмигрант по фамилии Монтефорте. Капитан Мартин был уже знаком с Монтефорте, начальником иммиграционного бюро Гватемалы и руководителем тайной полиции, которая уничтожала всех противников диктатора. Дюкейн похвастался, что «ранее следил за Монтефорте по всем Соединенным Штатам, но не назвал причину». К удивлению капитана Мартина, Дюкейн оказался «хорошо знаком» со скандальным прошлым Монтефорте как предполагаемого наездника, грабителя, фальшивомонетчика, мошенника, двоеженца и убийцы в Европе, Северной Африке и Латинской Америке. 28 апреля 1915 года, капитан Мартин рассказал министру Лонгу о «замечательных заявлениях», сделанных Дюкейном. Сильно разгневанный бюрократией, капитан Мартин отправил депешу в Военное министерство США сразу после возвращения в Гватемалу. Он ворчал, что ему не сообщили о присутствии ещё одного офицера военной разведки на его территории «в интересах службы было бы лучше, чтобы о визитах этого и любого другого офицера было конфиденциально известно мне [военному атташе] и чтобы копии их отчётов предоставлялись в отдел военного колледжа».
На протяжении лет страна пытается соблюдать нейтралитет в войне, также стараясь привлечь иностранные инвестиции. Война останется далеким событием до 1917 года, когда произойдет неожиданный акт со стороны правительства Гватемалы, учитывая ранее объявленную декларацию о нейтралитете. Правительство Гватемалы 27 апреля издает Постановление № 727 о разрыве дипломатических отношений с Германской империей, аргументируя это «нарушением [Германией] прав наций», и германскому министру Курту Леману предложили покинуть страну. Перед тем как уйти, министр решил пригрозить: «Целься, банановая республика, и Германия ударит!». Гватемала сообщила о разрыве дипломатических отношений США:

Уведомление о разрыве дипломатических отношений с Германией, 28 апреля 1917 года.
Министерство иностранных дел М. Мендесу, министру Гватемалы в Соединённых Штатах
Правительство Гватемалы сегодня разорвало отношения с Германской империей, передав паспорта министру Леману и отменив полномочия немецких консулов, аккредитованных в Гватемале. Консультируйте американское правительство.
 Министр Мендес сопроводил депешу своего правительства следующим:
 "Сообщая Вашему превосходительству о действиях моего правительства, я с удовольствием подтверждаю, что Гватемала с самого начала придерживалась и поддерживала позицию Соединенных Штатов в защите прав наций, свободы морей и международного правосудия, и что она всегда считала себя в единстве с вашей великой Нацией в высоких принципах, которые она так мудро провозгласила на благо человечества.
 «Поэтому Гватемала с величайшим удовольствием предлагает Соединенным Штатам Америки свои территориальные воды, свои порты и железные дороги для использования в общей обороне, а также все элементы, которые могут быть доступны для тех же целей.»
Оригинальный текст (англ.)Notification of breaking diplomatic relations with Germany, April 28, 1917.

Foreign office to M. Mendez, Guatemalan Minister to the United States

The Government of Guatemala today broke off relations with the German Empire, handing passports to Minister Lehmann and canceling the exequaturs of the German consuls accredited to Guatemala. Advise the American Government. Minister Mendez accompanied the dispatch from his Government by the following:
"In communicating the action of my Government to your excellency, I take pleasure in reiterating that Guatemala from the first has adhered to and supported the attitude of the United States in the defense of the rights of nations, the liberty of the seas and of international justice, and that it has always considered itself in unity with your great Nation in the lofty principles which it has so wisely proclaimed for the good of humanity.
"Therefore, Guatemala takes the greatest pleasure in offering to the United States of America her territorial waters, her ports raid railways, for the use in common defense, as also all elements which may be available for the same purposes."

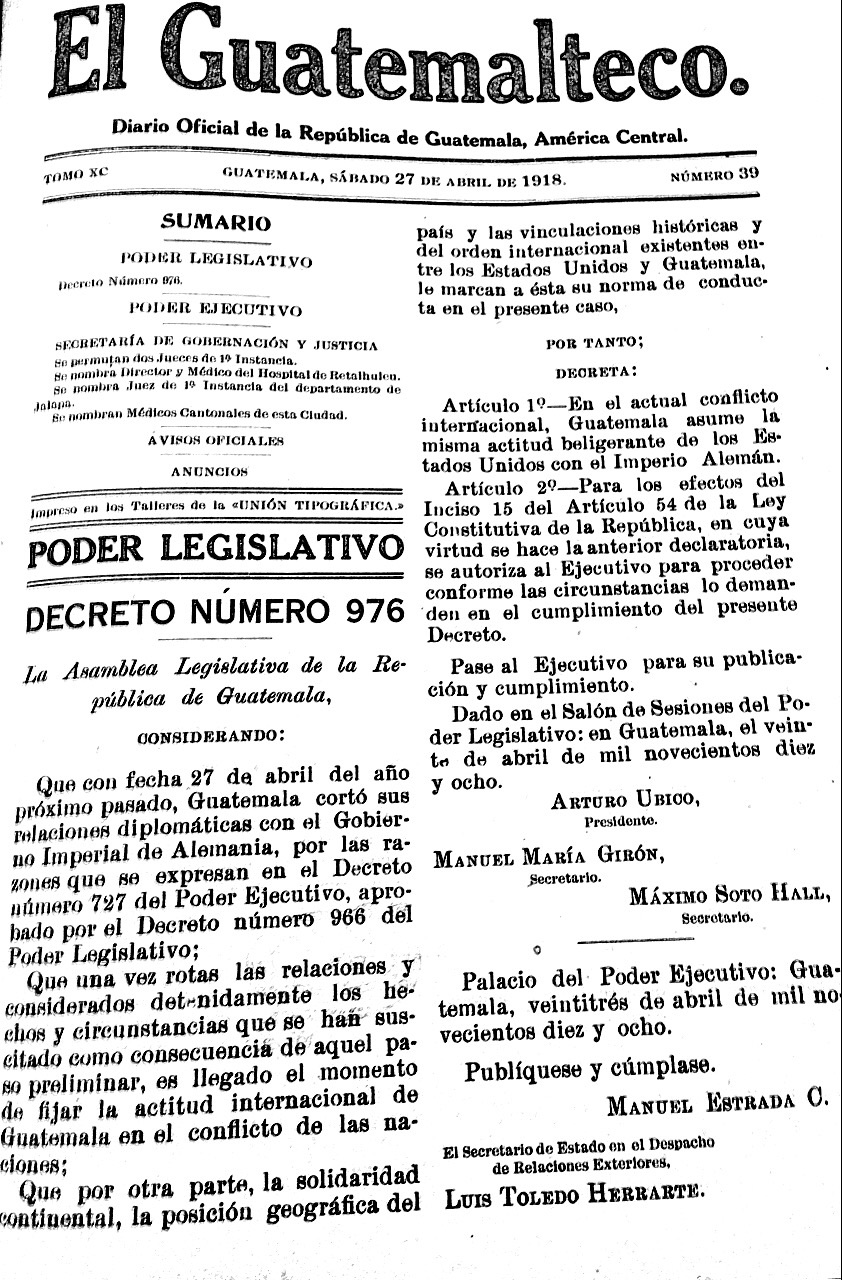
Газета «El Guatemalteco» информирует о том, что Гватемала объявляет войну Германии.

Разрыв дипломатических отношений не остался незамеченным: немецкие активы были экспроприированы в Гватемале, некоторые из них позже перешли в руки американского капитала, например, Bond & Share Electrical Company, которую Guatemala Electric Company приобрела в соответствии с Правительственным соглашением 5 октября 1918 года об экспроприации активов.
Изменение во внешней политике Гватемалы в то время было связано не только с сильным давлением со стороны Соединённых Штатов, но и с объявлением неограниченной подводной войны, развязанной Германской империей. В связи с этим Катрин Рендон в биографии Мануэля Эстрады Кабреры, отмечает:
«В марте Гватемала опротестовала заявление правительства Германии о неограниченной подводной войне, и это дало Дону Мануэлю возможность объявить военное положение в стране, хотя в Гватемале почти не было моряков».
20 апреля 1918 года Законодательное собрание постановило, что в международном конфликте Гватемала занимает аналогичную воинственную позицию к Германской империи, как и США.
Немецкий министр Курт Леман был активен в заговорах и интригах против США, стремясь спровоцировать мексиканское вторжение в Гватемалу, а также восстания и войны в остальной части региона, чтобы отвлечь внимание США с Европы на Центральную Америку. Когда это было обнаружено, Гватемала 23 апреля 1918 года объявила войну Германии, предложив гватемальские порты и железные дороги для использования Соединёнными Штатами. Также она предоставила армию в распоряжении США, хотя она так и не была непосредственно задействована.
В некоторых источниках также утверждается, что 4 мая 1918 года Гватемала объявила войну Австро-Венгрии, Болгарии и Османской империи.

## Экономика
Накануне мировой войны Гватемала имела прочные торговые связи с Европой, особенно с Германией, которая оказывала политическое влияние на страну. Когда эти торговые связи были утрачены из-за войны, республика переориентировалась на США, что также поспособствовало про-антантовской внешней политики.
Первая Мировая война открыла возможность для американских инвестиций в энергетический сектор экономика. 1 мая 1918 года президент Эстрада Кабрера ввел военное положение и приостановил действие конституции. 1 июля 1918 года он распорядился о полном захвате и вмешательстве интересов, прав и акций гватемальской энергетической компании, железной дороги Верапас, электроснабжающей компании Кесальтенанго и телефонов Запада, оставив их функционирование и управление в руках генерального интенданта. Таким образом, капитал США проник в несельскохозяйственные секторы, такие как инвестиции фруктовой компании, которая овладела транспортными и коммуникационными средствами страны и пыталась закрепиться в технологических секторах, таких как энергетика.
В результате чёрных списков, составленных Союзниками в 1917 году, которые запрещали торговлю с коммерческими домами и фермами немцев в Латинской Америке, немцы в Гватемале не могли экспортировать свой кофе. Немцы, которые всё же пытались продолжить экономическую деятельность, значительно рисковали, поскольку англичане конфисковали их партии в открытом море с помощью сложной системы информаторов, разоблачая по телеграфу истинного владельца партии кофе, даже когда он отправлял их под вымышленным или гватемальским именем. Из-за этого немецкому населению, проживавшему в Гватемале, было очень трудно выжить в те годы.
Песо, тогдашняя валюта Гватемалы, упал с 20 песо за доллар до 40 песо за доллар, что повлияло на экономику страны. 

## Гватемальцы на войне
Долгое время в историографии считалось, что Данте Наннини Сандовал был единственным гватемальцем, сражавшимся в Первой мировой войне. Однако со временем, благодаря публикациям других авторов, стало известно, что это не так. Некоторые из них так и не вернулись с войны, о чём свидетельствует фронтиспис итальянского Пантеона Гватемалы, в их числе: Чезаре Джакомо Чиани, Франческо Панацца, Винченцо Лоффредо, Перикл Энресто Донинелли, Либерале Ферретто, Густаво Аскани, Данте Наннини.
Известно, что пилот Данте Наннини выжил в конфликте и что по возвращении в Гватемалу он заболел скарлатиной или «испанской лихорадкой» в Нью-Йорке, где и умер в 1919 году. Но автор его биографии, Хуан Мануэль Кесада Фернандес, также упомянул, что вместе с ним на поля европейских сражений отправились и другие молодые гватемальцы, такие как Франсиско Одера, Карлос Леон Дониннелли, молодой человек по фамилии Аскани (возможно, Густаво из итальянского Пантеона), другой по фамилии Висон, два брата по фамилии Фумагалли и два брата по фамилии Чиани. Все они отправились в Европу в июне 1915 года.
Из французского поселения в Гватемале известно, что в 1916 году на фронт отправились Фелисиано Лейль, погибший в бою, и его сын Хуан Б. Лейль, который по возвращении получил образование летчика.
Что же касается участия гватемальцев на стороне Германии, то доктор Вагнер упоминает так:
«Когда до Гватемалы дошли новости о вступлении Германии в войну, все немцы, живущие за границей, принадлежащие к резервным группам или подлежащие призыву на военную службу, должны были предстать перед своими соответствующими консулами, чтобы как можно скорее вступить в вооружённые силы Германии. В городе Гватемале около 50 молодых немцев предстали перед консулом Максом Обстом. Большинство из них отправились за свой счет через Ливингстон в Новый Орлеан и Нью-Йорк. Были компании, такие как Schlubach, Dauch & Cía., предоставившие своим сотрудникам необходимые средства для поездки в Германию, в то время как те, у кого не было средств для оплаты проезда, были отправлены германским консулом за счет немецких связей в Мексике.»

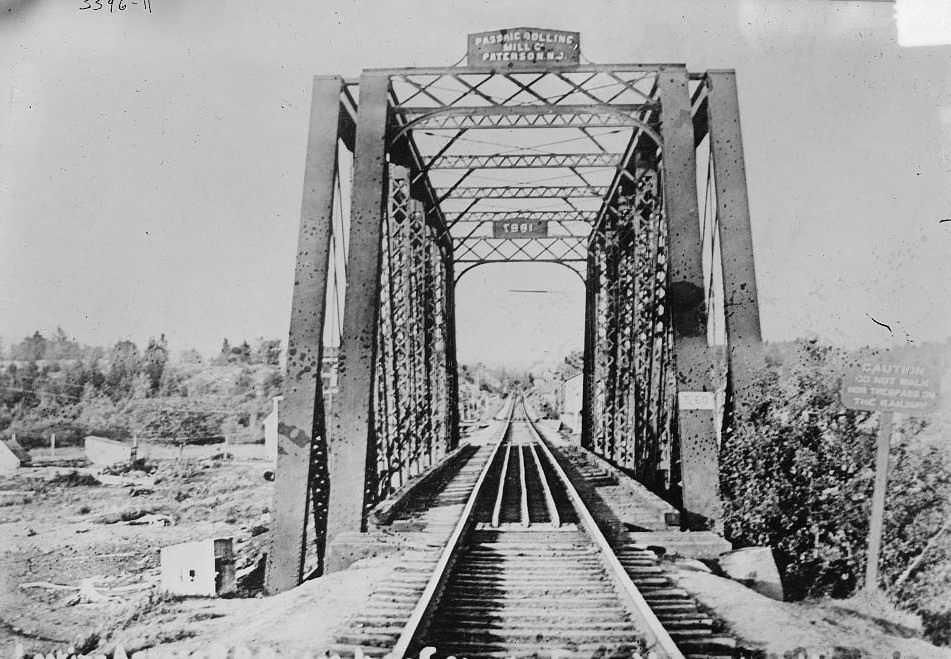
Мост в Вансборо

Таким образом, многие немцы попытались вернуться в Германию. Например, Вернер Хорн несколько лет управлял кофейной плантацией в Гватемале, но, будучи первым лейтенантом неактивного резерва, он решил ответить на призыв своей страны и в августе стремительно отправился домой. Однако, он так и не добрался до дома. Проведя в поисках транспорта в Европу две недели в Галвестоне и четыре недели в Нью-Йорке, он развернулся и отправился обратно в Гватемалу. По пути через Мексику немецкие консульские власти снова дали ему указание следовать в Германию. Несмотря на то, что он нашёл другую работу в Гватемале, он попытался подчиниться и вернулся в Нью-Йорк.
В то же время Франц фон Паппен, военный атташе германского посольства в США, планировал диверсии на канадских коммуникациях и искал исполнителей. В Нью-Йорке он случайно познакомился с Вернером Хорнем и предложил ему взорвать железнодорожный мост на американо-канадской границе. Получив согласие, он предоставил Хорну взрывчатку и заплатил 700 долларов. 30 января 1915 года Вернер Хорн приехал в Вансборо с чемоданом динамита. Он остановился в гостинице и два дня наблюдал за движением поездов. В ночь на 2 февраля немец отправился со своим опасным багажом на канадскую сторону моста, и найдя в час ночи подходящее место для взрывчатки, установил таймер на три минуты и вернулся в гостиницу. Прогремевший взрыв оказался не слишком значительным, и через несколько дней движение по мосту Вансборо возобновилось. Вскоре американская полиция задержала Вернера Хорна, и он предстал перед судом, который приговорил его к 18 месяцам заключения. После того, как немец отбыл наказание, им занялось канадское правосудие, дав ему ещё десять лет лишения свободы. Но уже в 1921 году Вернер Хорн по настоянию немецкого правительства был депортирован на родину.
Энрика Гомеса Каррильо, гватемальского писателя и военного корреспондента, французское правительство пригласило совершить поездку по западному фронту, и с этого дня он не переставал посещать окопы до конца войны. Он смог посетить весьма много мест, например, в 1916 году он посетил Булонже, где осмотрел британский госпиталь, в котором выздоравливали войска, пострадавшие от немецких газовых атак. В 1917 году журналист также увидел наступление Нивеля. В 1918 году корреспондент был награждён галльским правительством орденом Почетного легиона за свою журналистскую деятельность.

## Бедствия
Одна из крупных пандемий в истории человечества — испанский грипп, унесла жизни более 50 миллионов человек Земли, что в то время составляло 5% населения мира. Гватемала тоже пострадала от испанского гриппа. Хотя конкретных данных нет, в стране он стал причиной гибели многих гватемальцев.
Кроме того, Гватемала также пострадала от землетрясений. Произошла серия подземных толчков 25 декабря 1917 года и 3 января 1918 года, а затем новое землетрясение произошло в Гватемале в мае 1918 года. Эта серия землетрясений привела к большим человеческим и экономическим потерям страны. По различным оценкам, в столице Гватемалы было разрушено 60 % зданий, многие из которых не могли быть восстановлены, например Portal del Señor и Templo Minerva. Бедствия значительно повлияли на жизнь людей, так и на экономику и инфраструктуру страны.

## Последствия
28 июня 1919 года страна-победительница участвовала в подписании Версальского договора. В этот же день был издан правительственный указ № 749, который: «объявляет национальные праздники 29, 30 июня и 1 июля, в честь подписания в Версале мирного договора, положившего конец разрушительной войне». Окончание войны было положительно воспринято населением Гватемалы, устроившего праздник в британском посольстве, в котором в том числе участвовали гватемальские участники боевых действий. Доктор Родольфо Роблес Вальверде был назначен главным гватемальской делегации на Парижской мирной конференции. 2 октября 1919 года Законодательное собрание издало Декрет № 1015, который «… одобрил во всех своих частях 440 статей, содержащихся в Мирном договоре и прилагаемом Протоколе, составленном в Версале, подписанном представителями союзных и объединённых наций и представителями центральных держав». Ассамблея выразила признание и благодарность американскому президенту Вудро Вильсону за его в высшей степени патриотическое и гуманитарное отношение к мировой войне «которое соответствует самым высоким идеалам трех Америк». 10 января 1920 года Гватемала стала одним из государств-основателей Лиги Наций.
11 ноября 2018 года гватемальские дипломаты отпраздновали 100-летие окончания Первой мировой войны.